# Кен Маккаллум
Кеннет Дуглас Маккаллум (нар. 1974) — офіцер британської розвідки, який з 2020 року обіймає посаду генерального директора MI5.

## Молодість і освіта
МакКаллум народився в Глазго, Шотландія, в 1974 році. Він відвідував державну школу, після чого вивчав математику в Університеті Глазго, який закінчив із дипломом з відзнакою першого класу в 1996 році

## Професійне життя
Маккаллум працював офіцером розвідки в MI5 понад два десятиліття, зокрема займався тероризмом, пов'язаним з Північною Ірландією, очолював антитерористичні розслідування під час Олімпійських ігор у Лондоні 2012 року. У квітні 2017 року він був призначений заступником генерального директора MI5.
У 2018 році Маккаллум очолював реагування MI5 на спробу вбивства Сергія Скрипаля.
У квітні 2020 року він змінив сера Ендрю Паркера на посаді генерального директора MI5
У 2021 році Маккаллум заявив у своєму щорічному звіті про загрози, що діяльність Китаю, Росії та інших ворогуючих держав може мати такий же великий вплив на громадськість, як і тероризм, що означає значну зміну акцентів у внутрішньому розвідувальному відомстві Великої Британії. Маккаллум сказав, що британській громадськості доведеться «будувати таку саму громадську обізнаність і стійкість до державних загроз, які ми робили протягом багатьох років щодо тероризму».
На спільній прес-конференції з Крістофером А. Реєм у липні 2022 року Маккаллум заявив, що MI5 «більш ніж подвоїла» свої зусилля проти діяльності Китаю за той самий проміжок часу в рамках безпрецедентного спільного попередження з його колегою з ФБР. Він додав, що «найважливіша проблема», з якою зіткнулася MI5, походить від «все більш авторитарної Комуністичної партії Китаю».
У листопаді 2022 року Маккаллум заявив, що у 2022 році з боку Ірану було щонайменше 10 потенційних погроз викрасти або вбити британців або людей, які проживають у Великій Британії. Маккаллум також попередив, що Велика Британія «повинна бути готова до російської агресії на довгі роки».